# Alexandru Văleanu
Alexandru Văleanu (n. 3 noiembrie 1890, comuna Țânțăreni, județul Tighina – d. secolul al XX-lea) a fost un deputat din Sfatul Țării, organismul care a exercitat puterea legislativă în Republica Democratică Moldovenească, în perioada 1917-1918.

## Educație
A urmat cursurile Universității din Petrograd, fiind licențiat în Științele Fizico-Chimice.

## Activitate didactică
A fost profesor de liceu.

## Activitate politică
A îndeplinit funcția de președinte al Sindicatului Viticol Tighina, dar și al Camerei Agricole Tighina. 
A fost, pe rând, deputat în Sfatul Țării și  în primul Parlament al Țării; vicepreședinte din Zemstvă; prefect al județului Tighina.
A fost ales delegat, din partea țăranilor, luând parte la lucrările reformei agrare.

## Decorații
A primit distincțiile: „Coroana României” și „Steaua României”, în gradul de Ofițer și Comandor. De asemenea, a obținut și Ordinul „Ferdinand”, în gradul de Cavaler. A fost decorat cu „Răsplata Muncii” pentru construcțiile școlare de clasa I.